# Tachyblaston ephelotensis
Tachyblaston, Tachyblastonidae
Famille
Genre
Espèce
Tachyblaston ephelotensis, unique représentant du genre Tachyblaston et de la famille des Tachyblastonidae, est une espèce de Ciliés de l’ordre des Exogenida (classe des Phyllopharyngea).

## Étymologie
Le nom Tachyblaston, dérivé du grec ταχύς / tachýs , « vite, rapide », et βλαστάνω / vlastáno , « germer, pousser, croitre », fait peut-être référence à sa capacité de multiplication.
L'épithète spécifique ephelotensis, est composée du préfixe ephelot- par allusion au cilié Ephelota gemmipara parasité par le Tachyblaston, et du suffixe latin -ensis, « originaire de… ». 

## Description
Tachyblaston ephelotensis a une taille petite (< 80 µm) à moyenne (80-200 µm). Il se présente selon deux générations alternées : la première est loriquée, souvent attachée à divers hydrozoaires marins et même à la tige du cilié Ephelota ; elle produit jusqu'à seize petites formes non ciliées, uni-tentaculées, qui percent la pellicule du corps de l'hôte  Ephelota et deviennent la deuxième génération ; cette dernière vit en parasite dans le cytoplasme d'Ephelota et produit de grandes larves ciliées qui, à leur tour, s'attachent à la tige de l'hôte, deviennent loriquées et répètent le cycle. La reproduction s'effectue par bourgeonnement latéral et séquentiel semi-circumvaginatif (c'est-à-dire autour de la cavité). Le macronoyau est globulaire à ellipsoïde. Au moins un micronoyau est présent. La présence de vacuole contractile n'est pas connue.

## Habitat
Tachyblaston ephelotensis vit en milieu marin.

## Systématique
Le genre Tachyblaston et l'espèce Tachyblaston ephelotensis ont été décrits en 1909 par Charles Martin (d) (1881-1915),.
La famille des Tachyblastonidae a été créée en 1950 par Karl G. Grell (d) (1912-1994), qui a considéré que le genre Tachyblaston, de par son mode de reproduction, justifiait la création d'une famille spécifique à classer dans l'ordre des Exogenida.
Tachyblaston a pour genre synonyme Dactylophrya Collin, 1909, genre parfois rangé dans la famille des Parapodophryidae.

### Publications originales
- Famille des Tachyblastonidae :
  - (de) Karl G. Grell, « Der Generationswechsel des parasitischen Suktors Tachyblaston ephelotensis Martin », Zeitschrift für Parasitenkunde, Allemagne, vol. 14,‎ septembre 1950, p. 499–534 (ISSN 0044-3255, DOI 10.1007/BF00260027).
- Genre Tachyblaston et espèce Tachyblaston ephelotensis :
  - (en) C. H. Martin, « Some Observations on Acinetaria - Part I.—The "Tinctin-korper" of Acinetarai and the Conjugation of Acineta papillifera », Quarterly journal of microscopical science, Londres, 2e série, vol. 53, no 219,‎ janvier 1909, p. 351–377 (ISSN 0370-2952, lire en ligne, consulté le 25 août 2024).